# Старая биржа (Лейпциг)
Старая биржа (нем. Alte Börse, также Alte Handelsbörse) — одно из старейших сохранившихся барочных сооружений в историческом центре немецкого города Лейпциг, на площади Нашмаркт (нем. Naschmarkt), где в XVII—XIX веках располагалась городская товарная биржа. Наименование Старая биржа появилось после 1886 года, когда было выстроено новое здание биржи.
Решение о возведении здания было принято 6 мая 1678 года волей тридцати крупнейших купцов города ввиду утвердившейся традиции совместных собраний, торжественно завершавших заключение крупных торговых сделок.
Начало строительным работам было положено уже 30 мая того же года. Проект здания восходит, по всей вероятности, к придворному архитектору Иоганну Георгу Штарке (нем. Johann Georg Starcke, 1630—1695) и находит ряд существенных параллелей с другими работами Штарке: с Летним дворцом в Большом парке (нем. Palais im Großen Garten) и с увеселительным дворцом в Итальянском саду в Дрездене. Возведением здания руководил Кристиан Рихтер.
Окончательно завершённое в 1687 году здание использовалось по своему назначению, однако, уже с 1679 года. При этом первый этаж здания сдавался лейпцигским купцами в наём; второй этаж, предназначенный в качестве зала собраний городского купечества, использовался, кроме того, для проведения аукционов и костюмированных балов.
По инициативе курфюрста Августа II в 1699 году здесь по итальянскому образцу был основан своего рода депозитарный банк, целью которого должна была стать поддержка местного предпринимательства — в известной степени первый государственный банк на территории современной Германии со стартовым капиталом в 2 млн талеров (упразднён в 1706 году).
По окончании Освободительных войн в 1860 году последовали перестройка и расширение здания биржи по проекту архитекторов Иоганна Карла Фридриха Дауте из Лейпцига и Фридриха Вайнбреннера из Карлсруэ.

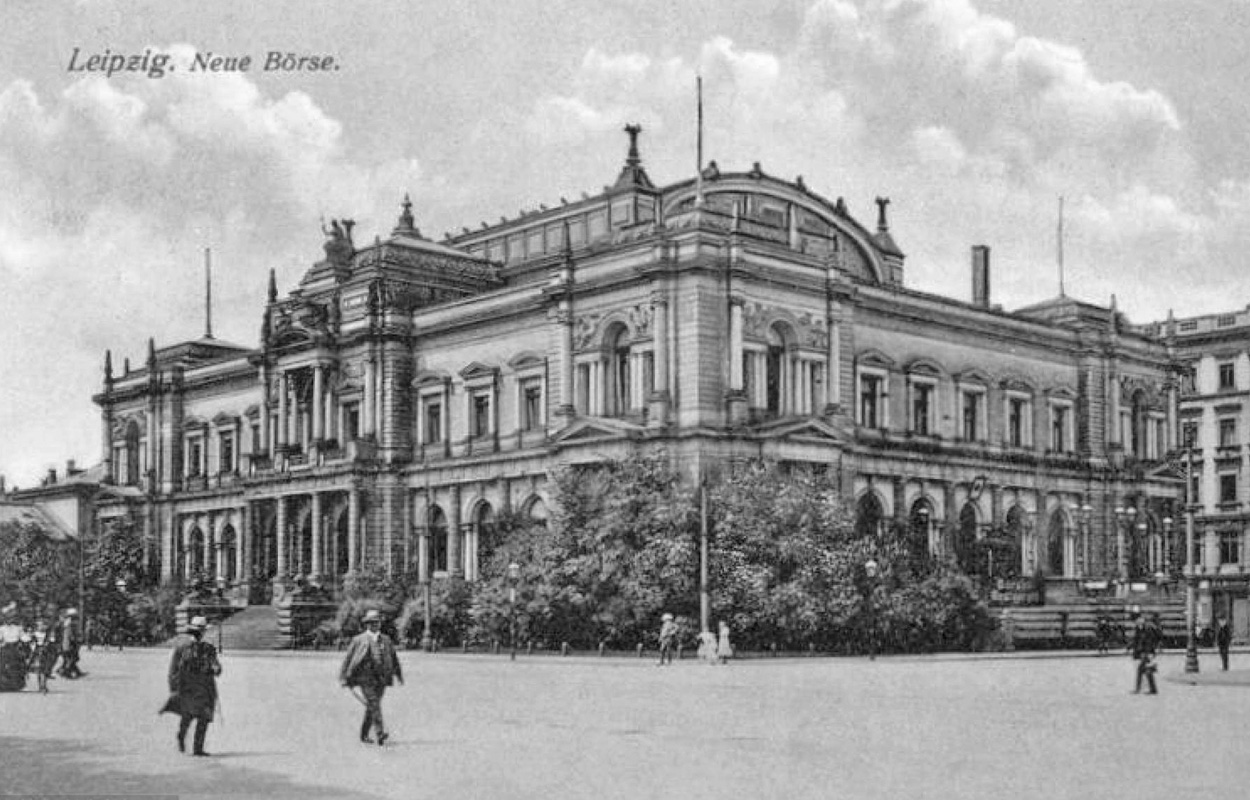
Новая лейпцигская биржа (до её перестройки в 1911 году)

С резким увеличением объёмов торговли в ходе индустриализации во второй половине XIX века потребовалось возведение нового здания биржи, реализованного в 1884—1886 годах (разрушено в 1943 году). Старая биржа использовалась впоследствии преимущественно членами городского собрания.
В начале XX века Старой бирже был возвращён её первоначальный исторический облик: пристройки 1816 года были снесены; заново была обустроена также площадь Нашмаркт, где с 1903 года возвышается памятник Гёте.
Выгоревшее во Второй мировой войне здание биржи было восстановлено в 1955—1962 годах и используется в настоящее время для проведения различных культурных и общественно-политических мероприятий.